# Francisco Varela Martín
Francisco Miguel Varela Martín (Atarfe, 26 ottobre 1994) è un calciatore spagnolo, difensore dell'Atlético Paso.

## Caratteristiche tecniche
È un terzino sinistro.

## Carriera

### Club
Cresciuto nelle giovanili del Real Betis, ha esordito in prima squadra il 23 novembre 2014 in un match perso 2-1 contro l'Alavés.

## Statistiche

### Presenze e reti nei club
Statistiche aggiornate al 16 gennaio 2018.
| Stagione        | Squadra         | Campionato      | Campionato | Campionato | Coppe nazionali | Coppe nazionali | Coppe nazionali | Coppe continentali | Coppe continentali | Coppe continentali | Altre coppe | Altre coppe | Altre coppe | Totale | Totale | Totale |
| Stagione        | Squadra         | Comp            | Pres       | Reti       | Comp            | Pres            | Reti            | Comp               | Pres               | Reti               | Comp        | Pres        | Reti        | Pres   | Reti   |        |
| --------------- | --------------- | --------------- | ---------- | ---------- | --------------- | --------------- | --------------- | ------------------ | ------------------ | ------------------ | ----------- | ----------- | ----------- | ------ | ------ | ------ |
| 2011-2012       | Betis B         | SDB             | 2          | 0          |                 | -               | -               |                    | -                  | -                  |             | -           | -           | 2      | 0      |        |
| 2012-2013       | Betis B         | SDB             | 34         | 3          |                 | -               | -               |                    | -                  | -                  |             | -           | -           | 34     | 3      |        |
| 2013-2014       | Betis B         | TD              | 14+4       | 3+0        |                 | -               | -               |                    | -                  | -                  |             | -           | -           | 18     | 3      |        |
| 2014-2015       | Betis B         | SDB             | 10         | 0          |                 | -               | -               |                    | -                  | -                  |             | -           | -           | 10     | 0      |        |
| Totale Betis B  | Totale Betis B  | Totale Betis B  | 64         | 6          |                 | -               | -               |                    | -                  | -                  |             | -           | -           | 64     | 6      |        |
| 2013-2014       | Real Betis      | PD              | 0          | 0          | CR              | 0               | 0               | UEL                | 1                  | 0                  |             | -           | -           | 1      | 0      |        |
| 2014-2015       | Real Betis      | SD              | 22         | 0          | CR              | 0               | 0               |                    | -                  | -                  |             | -           | -           | 22     | 0      |        |
| 2015-2016       | Real Betis      | PD              | 14         | 0          | CR              | 2               | 0               |                    | -                  | -                  |             | -           | -           | 16     | 0      |        |
| Totale Betis B  | Totale Betis B  | Totale Betis B  | 36         | 0          |                 | 2               | 0               |                    | 1                  | 0                  |             | -           | -           | 39     | 0      |        |
| 2016-2017       | Real Oviedo     | SD              | 16         | 1          | CR              | 0               | 0               |                    | -                  | -                  |             | -           | -           | 16     | 1      |        |
| 2017-2018       | Real Oviedo     | SD              | 4          | 0          | CR              | 0               | 0               |                    | -                  | -                  |             | -           | -           | 4      | 0      |        |
| Totale Carriera | Totale Carriera | Totale Carriera | 120        | 7          |                 | 2               | 0               |                    | 1                  | 0                  |             | -           | -           | 123    | 7      |        |

## Palmarès

### Club
- Segunda División B: 1

Real Oviedo: 2014-2015 (Gruppo 1)